# Hilaire Penda
Hilaire Hega Penda ou Hilaire Penda est un bassiste, auteur, compositeur et interprète camerounais né le 13 janvier 1961 à Douala, au Cameroun et meurt le 5 novembre 2018 à Paris, en France. Il est un bassiste incontournable de la diaspora musicale africaine de Paris, dont il fait la promotion culturelle à travers son concept Warmupshow. En 35 ans de carrière, il cumule une participation sur plus d'une cent-vingtaine d'albums avec un seul album à son actif.

## Biographie

### Signification du patronyme
Hilaire Hega Penda est le nom complet du bassiste: en Bassa, les noms Hega signifie créer, mesurer, contrôler, et Penda signifie discussion, dialogue.

### Parcours

#### Débuts et influences
Hilaire Penda grandit à Douala, où il apprend la basse en écoutant les chansons diffusées dans l'émission radio camerounaise "la discothèque de papa". Plusieurs bassistes le marquent: les camerounais jean Dikoto Mandengue, Vicky Edimo et Aladji Touré, et les autres tels que Stanley Clarke, Alphonso Johnson, Jaco Pastorius, Boosty Collins, etc. Il adule aussi le rythme Afrobeat et est un grand fan de son principal promoteur Fela Kuti.
En 1983, il s'installe en France et peu de temps après est très vite repéré et sollicité par les grands noms de la musique. Dans les années 1990, dans le souci d'acquérir de nouvelles expériences artistiques, il s'installe à Londres.

#### Sollicitations et collaborations
Entre ses productions personnelles, Hilaire Penda fait valoir ses talents de bassiste sur les musiques, concerts, ou encore les disques de divers artistes.
Étant de ces groupes de musiciens fréquentant le studio Johanna, où exercent Jacob Desvarieux et Jean-Claude Naimro du groupe Kassav,  il a dans cet élément l'opportunité être sollicité par plusieurs artistes pour des collaborations : ses compatriotes du groupe ESA, Petit-Pays, André-Marie Tala, Samson Chaud Gars, Charlotte Mbango, Claude Ndam, etc. , les congolais Tshala Muana et Bumba Massa, les maliens Salif Keïta et Kassé Mady Diabaté, le sénégalais Thione Seck, le burkinabè Amadou Ballaké, la béninoise Angélique Kidjo, le groupe américain De La Soul, etc.
En 1984, Hilaire Penda participe à la production de l'album du chanteur guinéen Mory Kanté, avec le tube "Yéké Yéké". Avec la chanteuse congolaise Tshala Muana, il fait valoir son talent sur l'album "Munanga" sorti en 1988. Sur l'album "Ko-Yan" de Salif Keita, où se trouve le célèbre titre "nous pas bouger" paru en 1989, il y apporte sa touche. Toujours en 1989, ses talents de bassiste sont aussi sollicités par Kassé Mady Diabaté, dans son album "Fodé". Il collabore avec Petit-Pays dans la production des albums à succès "avant-goût" sorti en 1993 et "le Meilleur des Meilleurs" sorti en 1994. La chanteuse congolaise Gasandji fait appel au bassiste pour son deuxième album "le Sacré", paru en 2017.
Dans son séjour londonien, il fait la rencontre de la chanteuse indienne Susheela Raman, avec qui il travaille sur l'album "Salt Rain" paru en 2001.
En résidant à Londres,  Hilaire Penda se meut dans son nouvel univers en coopérant avec divers groupes, plateformes et d'autres initiatives musicales: les groupes anglais Squeeze et l'Afro Celt Sound System sont des exemples parmi d'autres.

### Style musical
Hilaire Penda a un jeu électrique qui mêle le Makossa, le bikutsi, l'assiko, en incorporant du Jazz et du funk.

### Album

#### Jungle People
En 1985, Hilaire Penda comet "Jungle People". L'album est une mixture de rythmes afro-beat, afro-jazz ou afro-funk. La réalisation de cet album a fait appel à plusieurs expertises musicales et artistiques, constituées de l'arrangeur Jacky Arconte, du batteur Valery Lobé, du pianiste Manu Lima, du trompettiste Tony Brenef, des guitaristes Kala, Solorazaf et Willy Nfor, du tromboniste Perdigon, du saxophoniste Houari, et des autres artistes tels que Mbida Douglas, Georges Seba, Myriam Betty.

### Retour en France: leWarmupshow
En 2006, après un long séjour à Londres, en Angleterre, il rentre en France et met au point le Warmupshow. Il s'agit d'un concept dont le but est de réunir sur scène plusieurs pointures musicales dans l'objectif de célébrer la musique, et sans mise en avant d'un musicien ou du concepteur. Lors de la tenue de cet évènement, un chapeau fait le tour de la salle afin de récolter des dons qui permettent à l'équipe d'organisateurs de mener à bien le concept.

#### Autres initiatives
En plus du Warmupshow, Hilaire Penda fonde le festival Rares Talents en 2012, et Sonances et danses du Cameroun en 2017.

### Décès
Le 5 novembre 2018, Hilaire Penda décède de suite de cancer à Paris, à l'âge de 57 ans.

## Hommages
Le 16 décembre 2018, la ville de Montreuil et l'association Rares Talents organisent un concert en hommage à Hilaire Penda.
Situé à l'angle des rues de Paris et de la Révolution à Montreuil, le square de l'Amitié inauguré le 14 septembre 2018, est rebaptisé "Square Hilaire Hega Penda".

## Discographie
- Jungle People, 1985.

## Sources et références
1. 1 2 3 4 5  Nago Seck, « Mort de Hilaire Penda : le bassiste camerounais nous a quitté... », sur Afrisson, 10 novembre 2018 (consulté le 8 août 2024)
2. 1 2 3 4  « France : un espace dédié au camerounais Hilaire Penda à Montreuil – CEMAC ECO FINANCE » (consulté le 8 août 2024)
3. 1 2 3  « Focus sur le fondateur du Festival Rares Talents Hilaire Penda par DJ Ness Afro – NESS RADIO », sur nessradio.com (consulté le 8 août 2024)
4. 1 2 3  « Disparition du bassiste Hilaire Penda », sur RFI Musique, 7 novembre 2018 (consulté le 8 août 2024)
5. ↑  La rédaction, « Hilaire Penda : « Nul n'est prophète en son pays » », sur Agenda Culturel du Cameroun, 17 septembre 2019 (consulté le 8 août 2024)
6. 1 2 3 4 5 6  « Cameroun : le bassiste Hilaire Penda n’est plus », sur Music In Africa, 9 novembre 2018 (consulté le 8 août 2024)
7. ↑  Mamadou Sekk, « Il y a cinq ans, disparaissait le fabuleux bassiste Hilaire Penda • Information Afrique Kirinapost », sur Information Afrique Kirinapost, 11 novembre 2023 (consulté le 8 août 2024)
8. ↑  (en-US) « LES SANS VISA DE PETIT PAYS: THE STORY OF DISCIPLESHIP , BREAK-UPS , BREACH OF TRUST AND SUCCESS. - Nexdim Empire », 26 décembre 2020 (consulté le 8 août 2024)
9. ↑  KikaRoyaleCottCott, « Hilaire Penda, le bassiste au groove féroce est décédé. », sur Le Blog de Nestor, 6 novembre 2018 (consulté le 8 août 2024)
10. ↑  Jean-Jacques Dikongué, « Hilaire Penda:" l’appât du gain facile en était la raison" », sur TRIBUNE2lARTISTE, 17 mai 2010 (consulté le 8 août 2024)
11. ↑  « Concert. Hilaire Penda, regretté artiste citoyen - L'Humanité », sur https://www.humanite.fr, 16 novembre 2018 (consulté le 8 août 2024)